# Roman West
Roman West (* 16. září 1981) je český fotbalový trenér, který od léta do října 2024 vedl český klub 1. FC Slovácko.

## Trenérská kariéra
Trenér Roman West začal svou trenérskou kariéru v roce 2016 ve Vítkovicích, kde dělal nejprve trenéra a později i sportovního ředitele a asistenta trenérovi Ivanu Kopeckému. Po letním odchodu Kopeckého do prvoligové Jihlavy krátce West znovu vedl Vítkovice i jako hlavní trenér, v září 2017 ale po sérii špatných výsledků klub opustil.
Další dva roky trénoval mládež Baníku Ostrava, než po něm sáhl třetiligový Hlučín. Tam ale odkoučoval pouhých 13 zápasů, než šel v květnu dělat šéftrenéra akademii SFC Opava. V červenci 2021 se stal trenérem druholigového A-týmu, který dovedl ke třetímu místu a baráži o první ligu. West skončil na lavičce slezského mužstva v listopadu 2022 po nepříliš povedené podzimní části sezóny 2022/23. V dubnu 2023 převzal druholigový Třinec, se kterým sestoupil do MSFL.
V lednu 2024 nastoupil k mládeži ve Slovácku a o půl roku později nahradil u prvoligového A-týmu odcházejícího trenéra Martina Svědíka. Koncem října, po porážce 4 : 0 v Liberci, byl od prvního mužstva odvolán.